# Ujitawara
Ujitawara (jap. 宇治田原町 Ujitawara-chō) – miasto w Japonii, na wyspie Honsiu, w prefekturze Kioto. Według danych na rok 2020 miejscowość zamieszkiwało 8 911 mieszkańców , a gęstość zaludnienia wyniosła 153,2 os./km².